# 勒布绍
勒布绍（法語：Le Bouchaud，法語發音：[lə buʃo]）是法国阿列省的一个市镇，位于该省东部，属于维希区。

## 地理
勒布绍（46°18'20"N, 3°53'53"E）面积22.55 平方千米，位于法国奥弗涅-罗讷-阿尔卑斯大区阿列省，该省份为法国中部省份，北起涅夫勒省、西北接谢尔省，西南至克勒兹省，南至多姆山省，东南临卢瓦尔省，东临索恩-卢瓦尔省。
与勒布绍接壤的市镇（或旧市镇、城区）包括：阿夫里伊、勒纳、吕诺、福雷地区蒙泰居埃、讷伊昂东容、于尔比斯、塞龙。

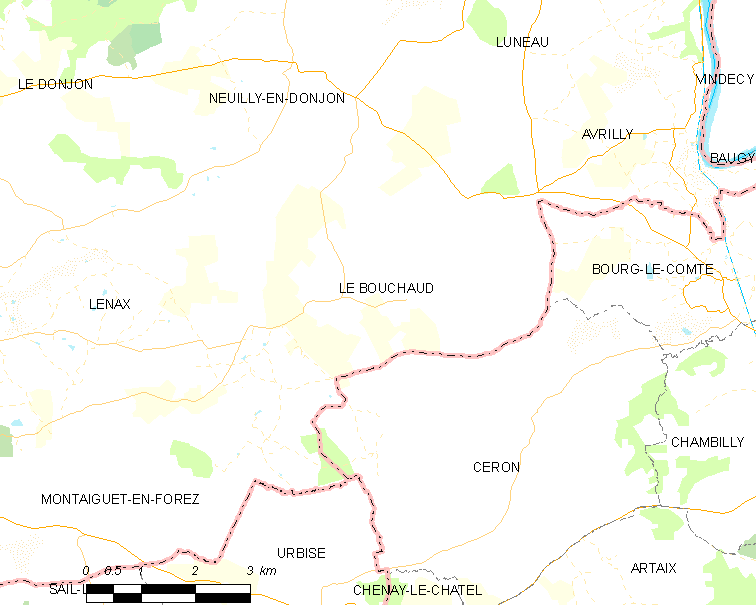
勒布绍的OSM定位图

勒布绍的时区为UTC+01:00、UTC+02:00（夏令时）。

## 行政
勒布绍的邮政编码为03130，INSEE市镇编码为03035。

## 政治
勒布绍所属的省级选区为贝布尔河畔栋皮埃尔县。

## 人口

1962-2008年间勒布绍人口变化图示

勒布绍于2022年1月1日时的人口数量为193人。